# Аришка (приток Суры)
Аришка — река в России, протекает в Инзенском районе Ульяновской области. Правый приток Суры.

## География
Река Аришка берёт начало у села Мамырово. Течёт на северо-восток мимо села Тияпино. Устье реки находится на 431-м км правого берега реки Сура. Длина реки составляет 13 км.

## Данные водного реестра
По данным государственного водного реестра России относится к Верхневолжскому бассейновому округу, водохозяйственный участок реки — Сура от Сурского гидроузла и до устья реки Алатырь, речной подбассейн реки — Сура. Речной бассейн реки — (Верхняя) Волга до Куйбышевского водохранилища (без бассейна Оки).
Код объекта в государственном водном реестре — 08010500312110000036807.